# Dominic George Vava
Dominic George Vava (ur. 19 kwietnia 1947 w Cestos, zm. 13 grudnia 2019 w Monrovii) – liberyjski piłkarz i trener piłkarski.
Był piłkarzem, reprezentantem Liberii. Grał między innymi w Far East End Lions, Great Bame i Invincible Eleven.
Jako trener prowadził reprezentację Liberii. Był jej trenerem w Pucharze Narodów Afryki 2002, na którym kadra Liberia nie wyszła z grupy. Prowadził również takie kluby jak: Mighty Barolle, Monrovia Club Breweries, Garnesville FC i Gedi & Sons FC.